# Hyperborea czekanowskii
Hyperborea czekanowskii är en fjärilsart som beskrevs av Grum-grshimailo 1899. Hyperborea czekanowskii ingår i släktet Hyperborea och familjen björnspinnare. Inga underarter finns listade i Catalogue of Life.